# 安東尼夫卡 (卡霍夫卡區)
46°46′52″N 33°50′12″E / 46.78111°N 33.83667°E
安东尼夫卡（烏克蘭語：Антонівка）是位於烏克蘭南部的村莊，由赫爾松州卡霍夫卡區的康斯坦丁尼夫卡市鎮負責管轄。該村始建於1921年，面積33.4平方公里，海拔高度48米，2001年人口483，人口密度每平方公里14.5人。